# Democracy International
Democracia Internacional eV es una organización internacional no gubernamental, que se ha fijado la meta de la democracia directa y fortalecer la participación ciudadana en todo el mundo. Democracia Internacional fue como una asociación registrada (eV), fundada en junio de 2011 por la ley alemana. Anteriormente Democracia Internacional había consistido en una red flexible de activistas por la democracia desde 2002. La organización es políticamente neutral e independiente. Es financiado por las cuotas de afiliación y las donaciones individuales. La organización tiene su sede en Colonia.